# Przewaga libelli
Przewaga libelli – wartość kątowa jednej działki libelli. Kąt o jaki należy pochylić libellę, aby jej pęcherzyk przesunął się o jedną działkę.
Przewaga libelli jest odwrotnie proporcjonalna do promienia krzywizny libelli, co wynika ze wzoru
{\displaystyle p={\frac {d}{R}}\rho '',}
gdzie:
{\displaystyle p} – przewaga libelli wyrażona w sekundach,
{\displaystyle d} – długość działki libelli, np. 2 mm,
{\displaystyle R} – promień krzywizny łuku libelli,
{\displaystyle \rho ''=206\ 265''.}